# Телевидение в Москве
Телевидение в Москве появилось в 1931 году и было первым в СССР.

## История

### Период монополии Гостелерадио СССР (1931—1989)
Первый канал в Москве (с 1951 году получил название «ЦСТ») был запущен Всесоюзным комитетом по радиовещанию в 1931 году на средних волнах, а в марте 1939 года — он же начал вещание на ультракоротких волнах. В 1956 году телевидение в Москве стало двухпрограммным: Главное управление радиоинформации запустило второй канал в городе — «ЦСТ. Московская программа ЦТ», а «ЦСТ» стала называться «ЦСТ. Первая программа ЦТ». В 1957 году Главное управление радиоинформации было реорганизовано в Государственный комитет СССР по телевидению и радиовещанию, «ЦСТ» стала называться «ЦТ», «ЦСТ. Первая программа ЦТ» — «Первая программа ЦТ», «ЦСТ. Московская программа ЦТ» — «Московская программа ЦТ». В 1965 году телевидение в Москве стало трёхпрограммным — Гостелерадио СССР запустило третий канал в городе — «Образовательная программа ЦТ», в 1967 году оно стало четырёхпрограммным, появился четвёртый канал — «Четвёртая программа ЦТ». В 1980 году телевидение в Москве стало пятипрограммным, появилась «Шестая программа ЦТ». В 1982 году телевидение в Москве стало шестипрограммным, началась ретрансляция «Ленинградской программы»; тогда же «Четвёртая программа ЦТ» была переведена на втором канале и стала называться «Второй программой ЦТ», «Московская программа ЦТ» — на третьем канале, «Образовательная программа ЦТ» — на четвёртом канале.
Начиная с 1987 года, активно развивалось кабельное телевидение.

### Конец монополии Гостелерадио СССР (1989—1996)
1 ноября 1989 года утренние часы 3 ТВК перешли коммерческой телерадиокомпании 2x2. В 1990 году на юго-востоке Москвы была создана окружная телекомпания «Экран-5» (начавшая работу в 1993—1994 гг.). В 1990 году была создана «Всероссийская государственная телерадиокомпания» («ВГТРК»), 13 мая 1991 года ей перешли вечерние часы на Второй программе ЦТ, а в сентябре того же года весь четвёртый канал, одновременно Образовательная программа ЦТ стала вещать также в утренние и дневные часы. В феврале 1991 года Гостелерадио СССР было переименовано во «Всесоюзную государственную телерадиокомпанию», а 27 декабря 1991 года — в «Российскую государственную телерадиокомпанию „Останкино“». В 1992 году московская городская редакция Гостелерадио была выделена из него и переименована в «Российскую московскую телерадиокомпанию „Москва“», через два года разделённую на «Московскую телекомпанию» и «Радиокомпанию „Москва“». 1 января 1993 года на 6 ТВК начали вещание частные телекомпании «МНВК» ТВ-6 (вечерние часы) и «Северная корона» (утренние и дневные часы). В 1994 году на дециметровых волнах начали вещание ряд частных телекомпаний — «М-49» («Москва-49»), будущий «REN-TV» (вечерние часы по пятницам, субботам и воскресеньям), «AMTV» (будущий «СТС»), «24 канал» (круглосуточно вещал «CNN International» без перевода, ныне закрыт), 31 канал (в дальнейшем «M1» и «Домашний»), «Телеэкспо» (утренние и ночные часы на 33 ТВК, в дневное время вещал «Пятый канал»), вечерние часы 8 ТВК перешли частной телекомпании «НТВ», утренние и дневные — «ВГТРК» (телеканал «Российские Университеты»). В 1995 году также начал вещание 51 ТВК «К-10» («Космос-10»), будущий «Муз-ТВ» (вечерние часы). С 1 апреля 1995 года первый канал был передан «ОРТ», в октябре 1995 года «Российская государственная телерадиокомпания „Останкино“» была упразднена.
15 ноября 1995 года начинал свою работу канал ГКТ (Городское кабельное телевидение); количество каналов, принимаемых на типичную коллективную московскую антенну, в 90 % случаев  равнялось 7.

### Дальнейшее развитие (1996—2010)
11 ноября 1996 утренние и дневные часы четвёртого канала были переданы телекомпании «НТВ». 1 января 1997 года 49 ТВК был передан телекомпании «REN TV». 8 июня 1997 года МТК была упразднена, а её частота была передана государственному акционерному обществу «ТВ Центр». 1 ноября 1997 года вещание «Пятого канала» в Москве (на 33 ТВК) было прекращено, его частота была передана «ВГТРК» (новообразованный канал «Культура»).
В марте 1998 года столичная кабельная сеть "Мостелеком" транслировала 11 каналов; уже через год, в 1999-м, количество каналов достигло 16-ти.
27 августа 2000 года на Останкинской телебашне произошло возгорание, последствием которого стало практически полное прекращение телевещания на Москву и Московскую область - вещание удалось сохранить только телеканалу ТНТ и кабельному телеканалу Столица, которые не имели передатчиков на Останкинской телебашне, в отличие от федеральных телеканалов ОРТ, РТР, НТВ, ТВ-6 и т.д. Также из-за пожара была нарушена работа служб государственной и коммерческой связи.
Восстановление телевещания началось 29 августа, через день после окончательной ликвидации пожара и характеризовалось использованием уцелевших передатчиков на Октябрьском поле (где находились передатчики ТНТ и Столицы), установкой временных передатчиков на высотных объектах по всей Москве, использованием инфраструктуры Балашихинского радиоцентра (что не потребовалось) или использованием альтернативных методов передачи сигнала (таких как использование кабельной телесети с передачей телесигнала через спутниковые приёмники системы НТВ-плюс). Телеканалы ОРТ и РТР, а также НТВ и «Культура» организовали вещание «Совместных каналов» с целью трансляции программ, показ которых был сорван прекращением вещания.
Окончательно телевещание в Москве удалось восстановить к январю 2002 года.
В период с 2004 по 2006 годы на территории Октябрьского радиоцентра был осуществлён монтаж радиотелевизионной башни «Октод».

### Современный период (с 2010 года)
В сентябре 2010 года в Москве состоялся запуск цифровых эфирных платформ. В настоящий момент телевидение в Москве делится на государственное, коммерческое и телевидение государственных корпораций, часть из них вещают в цифровом формате, другие — в аналоговом или в обоих. Государственные вещатели — «Первый канал», включает в себя одноимённый телеканал, «Всероссийская государственная телерадиокомпания», включает в себя эфирные каналы «Россия-1» и «Россия-Культура», совместный с Правительством Москвы эфирный канал «360° Подмосковье», цифровые каналы «Россия-24» и «Карусель», «Телекомпания „ТВ Центр“», включает в себя одноимённый канал, МТРК «Мир» включающий в себя одноимённый цифровой телеканал, «Общественное телевидение России», включает в себя одноимённый цифровой канал, существуют также ведомственный телевещатель ТРК «Звезда», включающий в себя одноимённый канал, коммерческий вещатель с государственным участием ТРК «Петербург — Пятый канал», включающий в себя одноимённый канал. Телевещатели государственных корпораций — «Телекомпания НТВ», «Матч ТВ» и «ТНТ-Телесеть». Коммерческими телевещателями являются эфирные каналы «Че», «СТС», «Домашний», «Пятница», «ТВ-3», «РЕН ТВ», «Ю», цифровой телеканал «Муз ТВ».

## Эфирное и мобильное вещание
В эфире Москвы вещают 4 цифровых мультиплекса (см. табл.). До 15 апреля 2019 года также вещали 10 аналоговых каналов, входящих в общероссийские мультиплексы, один телеканал продолжал вещание на резервной площадке. Большинство передатчиков были отключены 22 апреля 2019 года, кроме 1-го и 3-го ТВК, отключенных позже, 13 мая 2019 года. Большинство передатчиков частотных каналов располагаются на Останкинской телебашне московского регионального филиала РТРС. До 2002 года использовалась и Шуховская башня. Позднее для резервной трансляции некоторых аналоговых каналов и тестирования цифрового мобильного телевидения — Радиотелевизионная башня «Октод». Отдельно стоящие маломощные передатчики московских региональных каналов больше не используются.
| Название                               | Телеканал | Примечания |
| -------------------------------------- | --------- | --- |
| Второй мультиплекс РТРС-2              | 24        | Запущен 11 декабря 2013 года. |
| Первый мультиплекс РТРС-1              | 30        | Запущен 9 февраля 2010 года. |
| Дополнительный мультиплекс             | 34        | Запущен 15 января 2015 года. Осуществляется вещание около 40 телеканалов Цифрового телевидения ВГТРК, Газпром-Медиа Холдинг, Первого канала, Национальной Медиа Группы и НТВ. Половина позиций в мультиплексе вещают по определенному графику. |
| Первый мультиплекс РТРС-1 (дубль в HD) | 58        | Экспериментальный мультиплекс РТРС-1 HEVC interlaced. Запущен в конце марта 2020 года. 8 телеканалов в HD 10 бит (1920x540i), 2 телеканала (Пятый канал и Россия 24) в SD (720x288)                                                            |

Для всех телеканалов доступны опции вход с рекламной заставки, выход без рекламной заставки, вход с местной рекламной региональной заставки, выход без местной рекламной региональной заставки.

С полуночи вновь приостановлено вещание телеканала "Ю" на 51 ТВК в Москве, осуществлявшееся с 1 апреля 2024 года.
| Название              | Телеканал | Начало вещания                  | Окончание вещания    | Мультиплекс                             |
| --------------------- | --------- | ------------------------------- | -------------------- | --------------------------------------- |
| Первый канал          | 1         | 1 апреля 1995 года              | 15 апреля 2019 года  | РТРС-1 (1 кнопка)                       |
| ТВ Центр              | 3         | 9 июня 1997 года                | 15 апреля 2019 года  | РТРС-1 (10 кнопка)                      |
| Матч ТВ               | 6         | 2 марта 2019 года               | 15 апреля 2019 года  | РТРС-1 (3 кнопка)                       |
| НТВ                   | 8         | 17 января 1994 года             | 15 апреля 2019 года  | РТРС-1 (4 кнопка)                       |
| Россия-1              | 11        | 13 мая 1991 года                | 15 апреля 2019 года  | РТРС-1 (2 кнопка)                       |
| Че                    | 23        | 12 ноября 2015 года             | 28 февраля 2021 года | -                                       |
| 360° Новости          | 25        | 1 июня 2013 года                | 31 декабря 2019 года | -                                       |
| СТС                   | 27        | 1 декабря 1996 года             | 15 апреля 2019 года  | РТРС-2 (13 кнопка)                      |
| Канал Disney / Солнце | 29        | 31 декабря 2011 года            | 3 апреля 2022 года   | -                                       |
| Домашний              | 31        | 6 марта 2005 года               | 15 апреля 2019 года  | РТРС-2 (14 кнопка)                      |
| Россия-Культура       | 33        | 1 ноября 1997 года              | 15 апреля 2019 года  | РТРС-1 (6 кнопка)                       |
| ТНТ                   | 35        | 1 января 1998 года              | 1 октября 2020 года  | РТРС-2 (19 кнопка)                      |
| Пятница!              | 38        | 1 июня 2013 года                | 15 апреля 2019 года  | РТРС-2 (16 кнопка)                      |
| Пятый канал           | 44        | 1 июля 2010 года                | 15 апреля 2019 года  | РТРС-1 (5 кнопка)                       |
| ТВ-3                  | 46        | 1 октября 1998 года             | 15 апреля 2019 года  | РТРС-2 (15 кнопка)                      |
| РЕН ТВ                | 49        | 1 января 1997 года              | 15 апреля 2019 года  | РТРС-2 (11 кнопка)                      |
| Ю                     | 51        | 16 сентября 2012, 1 апреля 2024 | 1 июля 2023 года     | -                                       |
| Звезда                | 57        | 20 февраля 2005 года            | 15 апреля 2019 года  | РТРС-2 (17 кнопка)                      |
| Суббота!              | 60        | 29 декабря 2017 года            | 30 апреля 2021 года  | Дополнительный мультиплекс (21 позиция) |

### Цифровые мультиплексы
В 2010 году, в открытом виде, на 30-м ТВК в Москве начал вещание тестовый мультиплекс в стандарте DVB-T из 8 телеканалов в рамках пилотного проекта перехода на цифровое вещание. Позднее, в 2012 году, частота была передана вновь сформированному пакету телеканалов «РТРС-1» в стандарте DVB-T2 из 10 телеканалов. В связи с запросами со стороны абонентов этот же пакет был одновременно запущен на частоте 34-го ТВК в стандарте DVB-T, но был отключен в 2013 году, чтобы его передатчик мог быть задействован для нового пакета — «РТРС-2» на 24-м ТВК, также в новом стандарте DVB-T2 из 10 телеканалов.
Особняком стоит история 32-го ТВК, его мультиплекс вещал стандарте DVB-T, приём являлся платным, применялась система условного доступа Irdeto. Оператор ООО «ЦТВ» позиционировал его для автомобильного цифрового телевещания. Вещание стартовало в 2003 году, однако коммерческого успеха не имело и было свёрнуто, затем было возобновлено в 2011 году с помощью полученной в 2009 году лицензии, но также оставалось убыточным. Мультиплекс состоял из 10 обязательных каналов (как в «РТРС-1») и 2—5 дополнительных тематических каналов. С 2015 года, в связи с необходимостью вещать 20 обязательных общедоступных каналов, а также с общей нерентабельностью встал вопрос о закрытии мультиплекса, которое произошло в 2018 году, незадолго до чего шифрование с него было снято. ООО «ЦТВ» использовало свою лицензию оператора и переориентировалось на спутниковое телевещание под брендом «МТС».
Вещание же в собственно мобильном цифровом стандарте DVB-H осуществлялось в середине 2000-х годов на частотах 26-го и 36-го ТВК. Операторами выступали одни из тогдашних лидеров мобильной отрасли — «Билайн» (под брендом «Доминанта») и «МТС» (под брендом «KION»). Однако выявленные помехи от данного телевещания для уже существующих видов связи, а также общая неготовность рынка вынудили их свернуть мобильные мультиплексы и сосредоточиться на развитии нового поколения нетелевизионных мобильных стандартов 3G и WiMax.
В июле 2014 года в федеральный закон «О рекламе» были внесены изменения, которые запрещали рекламу на платных каналах с 1 января 2015 года. Несколько крупных игроков телерынка 31 декабря 2014 года получили лицензии и возможность вещания своих платных каналов в эфире города Москвы, что переводило данные телеканалы в разряд эфирных и выводило их из определения платных, данного этим законом. Некоторые из этих телеканалов имеют ограничения до одного часа вещания в сутки, но под ограничения закона «О рекламе» они тоже не попадают. 15 января 2015 года на 34-м эфирном ТВК был запущен дополнительный мультиплекс в стандарте DVB-T2, право вещания на 10 позициях в котором по лицензиям Роскомнадзора имеют 40 телеканалов. Вещательное расписание дополнительного мультиплекса постоянно меняется (последний раз 15 декабря 2019).
С августа 2016 года на 58-м ТВК начал вещание экспериментальный мультиплекс с одним телеканалом в формате UltraHD (разрешение 3840x2160, кодек HEVC, битрейт 30 Мб). В октябре 2017 года на время выставки «NATEXPO-2017» он был заменён на 10 телеканалов в разрешении Full HD (разрешение 1920x1080, кодек HEVC). 14 июня 2018 года в день открытия ЧМ по футболу с Останкинской телебашни на частоте на 58-м ТВК в формате Ultra HD при 50 fps со звуком Dolby Atmos начал вещание Первый канал. Телевещание Ultra HD прекращено 3 июня 2019, начато тестовое вещание первого мультиплекса в режиме многопоточного PLP. В марте 2020 начато экспериментальное вещание первого мультиплекса: 8 телеканалов в Full HD interlaced HEVC 10 бит и 8 бит и 2 SD interlaced HEVC телеканала этот формат не поддерживается FFmpeg, поэтому поддержка есть только в аппаратных декодерах. Частота предназначена для экспериментального телевещания. Будущее этого ТВК в Москве под вопросом, поскольку частота 58-го ТВК выдана для телевещания второго мультиплекса в соседнем Серпуховском районе (а также в городах областного подчинения Чехов и Ступино) Московской области.

## Кабельное и IPTV вещание
Общегородское кабельное телевидение в Москве предоставляется компаниями ПАО «Ростелеком» и ОАО «КОМКОР» (торговая марка «АКАДО Телеком»).